# Sumbek
Sumbek is een dorpscommissie (Engels: village development committee, afgekort VDC; Nepalees: panchayat) in het oosten van Nepal, gelegen in het district Ilam in de Mechi-zone. Ten tijde van de volkstelling van 2001 had het een inwoneraantal van 2564 personen, verspreid over 478 huishoudens; in 2011 was er 1 inwoner minder, verspreid over 591 huishoudens.